# Trite rapaensis
Trite rapaensis är en spindelart som beskrevs av Lucien Berland 1942. Trite rapaensis ingår i släktet Trite och familjen hoppspindlar. Inga underarter finns listade i Catalogue of Life.